# Typhlomangelia brevicanalis
Typhlomangelia brevicanalis é uma espécie de gastrópode do gênero Typhlomangelia, pertencente a família Borsoniidae.